# Tyrotama australis
Espèce
Synonymes
- Hersiliola australis Simon, 1893

Tyrotama australis est une espèce d'araignées aranéomorphes de la famille des Hersiliidae.

## Distribution
Cette espèce se rencontre en Afrique du Sud, au Lesotho et au Botswana.

## Description
Les mâles mesurent de 3,15 à 4,88 mm et les femelles de 4,88 à 5,44 mm.

## Systématique et taxinomie
Cette espèce a été décrite sous le protonyme Hersiliola australis par Simon en 1893. Elle est placée dans le genre Tyrotama par Foord et Dippenaar-Schoeman en 2005.

## Publication originale
- Simon, 1893 : Histoire naturelle des araignées. Paris, vol. 1, p. 257-488 (texte intégral).